# Idaea subochreata
Idaea subochreata là một loài bướm đêm trong họ Geometridae.